# Här går en man (sång)
"Här går en man" är en popsång skriven av Anders Glenmark och Leif Käck. Den spelades in av Glenmark och utgavs som singel 1988 och på hans album med samma namn.
Låten låg fem veckor på Trackslistan mellan den 29 april och 27 maj 1989, som bäst på plats nio.

## Låtlista
1. "Här går en man" – 4:58
2. "Förälskad" – 4:58